# Vòng đấu loại trực tiếp UEFA Champions League 2022-23
Vòng đấu loại trực tiếp UEFA Champions League 2022–23 bắt đầu vào ngày 14 tháng 2 với vòng 16 đội và kết thúc vào ngày 10 tháng 6 năm 2023 với trận chung kết tại Sân vận động Olympic Atatürk ở Istanbul, Thổ Nhĩ Kỳ để xác định nhà vô địch của UEFA Champions League 2022–23. Có tổng cộng 16 đội thi đấu ở vòng đấu loại trực tiếp.
Thời gian là CET/CEST, do UEFA liệt kê (giờ địa phương, nếu khác nhau thì nằm trong ngoặc đơn).

## Các đội lọt vào
Vòng đấu loại trực tiếp bao gồm 16 đội lọt vào với tư cách là đội nhất và nhì của mỗi bảng trong số tám bảng ở vòng bảng.

| Bảng | Đội nhất (được xếp vào nhóm hạt giống ở lễ bốc thăm vòng 16 đội) | Đội nhì (được xếp vào nhóm không hạt giống ở lễ bốc thăm vòng 16 đội) |
| ---- | ---------------------------------------------------------------- | --------------------------------------------------------------------- |
| A    | Napoli                                                           | Liverpool                                                             |
| B    | Porto                                                            | Club Brugge                                                           |
| C    | Bayern München                                                   | Inter Milan                                                           |
| D    | Tottenham Hotspur                                                | Eintracht Frankfurt                                                   |
| E    | Chelsea                                                          | Milan                                                                 |
| F    | Real Madrid                                                      | RB Leipzig                                                            |
| G    | Manchester City                                                  | Borussia Dortmund                                                     |
| H    | Benfica                                                          | Paris Saint-Germain                                                   |

## Thể thức
Mỗi cặp đấu ở vòng đấu loại trực tiếp, ngoại trừ trận chung kết, được diễn ra qua hai lượt trận với mỗi đội thi đấu một lượt tại sân nhà. Đội nào ghi được tổng số bàn thắng nhiều hơn qua hai lượt trận đi tiếp vào vòng tiếp theo. Nếu tổng tỉ số bằng nhau thì 30 phút của hiệp phụ được diễn ra (luật bàn thắng sân khách không được áp dụng). Nếu tỉ số vẫn bằng nhau tại thời điểm cuối hiệp phụ, đội thắng được quyết định bằng loạt sút luân lưu. Ở trận chung kết, nơi diễn ra một trận duy nhất, nếu tỉ số hòa sau thời gian thi đấu chính thức, hiệp phụ được diễn ra, sau đó là loạt sút luân lưu nếu tỉ số vẫn hòa.

Cơ chế của lễ bốc thăm cho mỗi vòng như sau:
- Ở lễ bốc thăm cho vòng 16 đội, tám đội nhất bảng được xếp vào nhóm hạt giống và tám đội nhì bảng được xếp vào nhóm không hạt giống. Các đội hạt giống được bốc thăm để đấu với các đội không hạt giống với các đội hạt giống tổ chức trận lượt về. Các đội từ cùng bảng hoặc cùng hiệp hội không thể được bốc thăm để đấu với nhau.
- Ở lễ bốc thăm cho vòng tứ kết và bán kết, không có đội hạt giống nào và các đội từ cùng bảng hoặc cùng hiệp hội có thể được bốc thăm để đấu với nhau. Do lễ bốc thăm cho vòng tứ kết và bán kết được tổ chức cùng nhau trước khi vòng tứ kết được diễn ra, danh tính của các đội thắng tứ kết không được biết tại thời điểm bốc thăm bán kết. Một lượt bốc thăm cũng được tổ chức để xác định đội thắng bán kết nào được chỉ định là đội "nhà" cho trận chung kết (vì mục đích hành chính do trận đấu được diễn ra tại một địa điểm trung lập).

Đối với vòng tứ kết và bán kết, các đội từ cùng thành phố không được xếp lịch để thi đấu tại sân nhà vào cùng ngày hoặc vào các ngày liên tiếp do công tác hậu cần và kiểm soát đám đông. Để tránh xung đột lịch thi đấu như vậy, nếu hai đội được bốc thăm để thi đấu tại sân nhà trong cùng lượt trận, thứ tự các lượt trận của cặp đấu liên quan đến đội có thứ hạng trong nước thấp hơn ở mùa giải vòng loại được đảo ngược so với lần bốc thăm ban đầu.

## Lịch thi đấu
Lịch trình cụ thể như sau (tất cả các lễ bốc thăm được tổ chức tại trụ sở UEFA ở Nyon, Thụy Sĩ).
| Vòng        | Ngày bốc thăm                  | Lượt đi                                                        | Lượt về                                                        |
| ----------- | ------------------------------ | -------------------------------------------------------------- | -------------------------------------------------------------- |
| Vòng 16 đội | 7 tháng 11 năm 2022, lúc 12:00 | 14–15 & 21–22 tháng 2 năm 2023                                 | 7–8 & 14–15 tháng 3 năm 2023                                   |
| Tứ kết      | 17 tháng 3 năm 2023, lúc 12:00 | 11–12 tháng 4 năm 2023                                         | 18–19 tháng 4 năm 2023                                         |
| Bán kết     | 17 tháng 3 năm 2023, lúc 12:00 | 9–10 tháng 5 năm 2023                                          | 16–17 tháng 5 năm 2023                                         |
| Chung kết   | 17 tháng 3 năm 2023, lúc 12:00 | 10 tháng 6 năm 2023 tại Sân vận động Olympic Atatürk, Istanbul | 10 tháng 6 năm 2023 tại Sân vận động Olympic Atatürk, Istanbul |

## Nhánh đấu
|  | Vòng 16 đội         | Vòng 16 đội     | Vòng 16 đội | Vòng 16 đội |                       |                 | Tứ kết          | Tứ kết | Tứ kết | Tứ kết |  |  | Bán kết | Bán kết | Bán kết | Bán kết |  |  | Chung kết | Chung kết | Chung kết | Chung kết |
|  |                     |                 |             |             |                       |                 |                 |        |        |        |  |  |         |         |         |         |  |  |           |           |           |           |
|  |                     |                 |             |             |                       |                 |                 |        |        |        |  |  |         |         |         |         |  |  |           |           |           |           |
|  |                     |                 |             |             |                       |                 |                 |        |        |        |  |  |         |         |         |         |  |  |           |           |           |           |
|  | Liverpool           | 2               | 0           | 2           |                       |                 |                 |        |        |        |  |  |         |         |         |         |  |  |           |           |           |           |
|  | Liverpool           | 2               | 0           | 2           |                       |                 |                 |        |        |        |  |  |         |         |         |         |  |  |           |           |           |           |
|  | Real Madrid         | 5               | 1           | 6           |                       |                 |                 |        |        |        |  |  |         |         |         |         |  |  |           |           |           |           |
|  | Real Madrid         | 5               | 1           | 6           | Real Madrid           | 2               | 2               | 4      |        |        |  |  |         |         |         |         |  |  |           |           |           |           |
|  |                     |                 |             |             | Real Madrid           | 2               | 2               | 4      |        |        |  |  |         |         |         |         |  |  |           |           |           |           |
|  |                     | Chelsea         | 0           | 0           | 0                     |                 |                 |        |        |        |  |  |         |         |         |         |  |  |           |           |           |           |
|  | Borussia Dortmund   | Chelsea         | 0           | 0           | 0                     | 1               | 0               | 1      |        |        |  |  |         |         |         |         |  |  |           |           |           |           |
|  | Borussia Dortmund   |                 |             |             |                       | 1               | 0               | 1      |        |        |  |  |         |         |         |         |  |  |           |           |           |           |
|  | Chelsea             | 0               | 2           | 2           |                       |                 |                 |        |        |        |  |  |         |         |         |         |  |  |           |           |           |           |
|  | Chelsea             | 0               | 2           | 2           | Real Madrid           | 1               | 0               | 1      |        |        |  |  |         |         |         |         |  |  |           |           |           |           |
|  |                     |                 |             |             | Real Madrid           | 1               | 0               | 1      |        |        |  |  |         |         |         |         |  |  |           |           |           |           |
|  |                     | Manchester City | 1           | 4           | 5                     |                 |                 |        |        |        |  |  |         |         |         |         |  |  |           |           |           |           |
|  | RB Leipzig          | Manchester City | 1           | 4           | 5                     | 1               | 0               | 1      |        |        |  |  |         |         |         |         |  |  |           |           |           |           |
|  | RB Leipzig          |                 |             |             |                       | 1               | 0               | 1      |        |        |  |  |         |         |         |         |  |  |           |           |           |           |
|  | Manchester City     | 1               | 7           | 8           |                       |                 |                 |        |        |        |  |  |         |         |         |         |  |  |           |           |           |           |
|  | Manchester City     | 1               | 7           | 8           | Manchester City       | 3               | 1               | 4      |        |        |  |  |         |         |         |         |  |  |           |           |           |           |
|  |                     |                 |             |             | Manchester City       | 3               | 1               | 4      |        |        |  |  |         |         |         |         |  |  |           |           |           |           |
|  |                     | Bayern Munich   | 0           | 1           | 1                     |                 |                 |        |        |        |  |  |         |         |         |         |  |  |           |           |           |           |
|  | Paris Saint-Germain | Bayern Munich   | 0           | 1           | 1                     | 0               | 0               | 0      |        |        |  |  |         |         |         |         |  |  |           |           |           |           |
|  | Paris Saint-Germain |                 |             |             | 10 tháng 6 – Istanbul | 0               | 0               | 0      |        |        |  |  |         |         |         |         |  |  |           |           |           |           |
|  | Bayern Munich       | 1               | 2           | 3           |                       |                 |                 |        |        |        |  |  |         |         |         |         |  |  |           |           |           |           |
|  | Bayern Munich       | 1               | 2           | 3           | Manchester City       | Manchester City | Manchester City | 1      |        |        |  |  |         |         |         |         |  |  |           |           |           |           |
|  |                     |                 |             |             | Manchester City       | Manchester City | Manchester City | 1      |        |        |  |  |         |         |         |         |  |  |           |           |           |           |
|  |                     | Inter Milan     | Inter Milan | Inter Milan | 0                     |                 |                 |        |        |        |  |  |         |         |         |         |  |  |           |           |           |           |
|  | Milan               | Inter Milan     | Inter Milan | Inter Milan | 0                     | 1               | 0               | 1      |        |        |  |  |         |         |         |         |  |  |           |           |           |           |
|  | Milan               |                 |             |             |                       | 1               | 0               | 1      |        |        |  |  |         |         |         |         |  |  |           |           |           |           |
|  | Tottenham Hotspur   | 0               | 0           | 0           |                       |                 |                 |        |        |        |  |  |         |         |         |         |  |  |           |           |           |           |
|  | Tottenham Hotspur   | 0               | 0           | 0           | Milan                 | 1               | 1               | 2      |        |        |  |  |         |         |         |         |  |  |           |           |           |           |
|  |                     |                 |             |             | Milan                 | 1               | 1               | 2      |        |        |  |  |         |         |         |         |  |  |           |           |           |           |
|  |                     | Napoli          | 0           | 1           | 1                     |                 |                 |        |        |        |  |  |         |         |         |         |  |  |           |           |           |           |
|  | Eintracht Frankfurt | Napoli          | 0           | 1           | 1                     | 0               | 0               | 0      |        |        |  |  |         |         |         |         |  |  |           |           |           |           |
|  | Eintracht Frankfurt |                 |             |             |                       | 0               | 0               | 0      |        |        |  |  |         |         |         |         |  |  |           |           |           |           |
|  | Napoli              | 2               | 3           | 5           |                       |                 |                 |        |        |        |  |  |         |         |         |         |  |  |           |           |           |           |
|  | Napoli              | 2               | 3           | 5           | Milan                 | 0               | 0               | 0      |        |        |  |  |         |         |         |         |  |  |           |           |           |           |
|  |                     |                 |             |             | Milan                 | 0               | 0               | 0      |        |        |  |  |         |         |         |         |  |  |           |           |           |           |
|  |                     | Inter Milan     | 2           | 1           | 3                     |                 |                 |        |        |        |  |  |         |         |         |         |  |  |           |           |           |           |
|  | Club Brugge         | Inter Milan     | 2           | 1           | 3                     | 0               | 1               | 1      |        |        |  |  |         |         |         |         |  |  |           |           |           |           |
|  | Club Brugge         |                 |             |             |                       | 0               | 1               | 1      |        |        |  |  |         |         |         |         |  |  |           |           |           |           |
|  | Benfica             | 2               | 5           | 7           |                       |                 |                 |        |        |        |  |  |         |         |         |         |  |  |           |           |           |           |
|  | Benfica             | 2               | 5           | 7           | Benfica               | 0               | 3               | 3      |        |        |  |  |         |         |         |         |  |  |           |           |           |           |
|  |                     |                 |             |             | Benfica               | 0               | 3               | 3      |        |        |  |  |         |         |         |         |  |  |           |           |           |           |
|  |                     | Inter Milan     | 2           | 3           | 5                     |                 |                 |        |        |        |  |  |         |         |         |         |  |  |           |           |           |           |
|  | Inter Milan         | Inter Milan     | 2           | 3           | 5                     | 1               | 0               | 1      |        |        |  |  |         |         |         |         |  |  |           |           |           |           |
|  | Inter Milan         |                 |             |             |                       | 1               | 0               | 1      |        |        |  |  |         |         |         |         |  |  |           |           |           |           |
|  | Porto               | 0               | 0           | 0           |                       |                 |                 |        |        |        |  |  |         |         |         |         |  |  |           |           |           |           |
|  | Porto               | 0               | 0           | 0           |                       |                 |                 |        |        |        |  |  |         |         |         |         |  |  |           |           |           |           |

## Vòng 16 đội
Lễ bốc thăm cho vòng 16 đội được tổ chức vào ngày 7 tháng 11 năm 2022, lúc 12:00 CET.

### Tóm tắt
Các trận lượt đi được diễn ra vào ngày 14, 15, 21 và 22 tháng 2, các trận lượt về được diễn ra vào ngày 7, 8, 14 và 15 tháng 3 năm 2023.
| Đội 1               | TTS | Đội 2             | Lượt đi | Lượt về |
| ------------------- | --- | ----------------- | ------- | ------- |
| RB Leipzig          | 1–8 | Manchester City   | 1–1     | 0–7     |
| Club Brugge         | 1–7 | Benfica           | 0–2     | 1–5     |
| Liverpool           | 2–6 | Real Madrid       | 2–5     | 0–1     |
| Milan               | 1–0 | Tottenham Hotspur | 1–0     | 0–0     |
| Eintracht Frankfurt | 0–5 | Napoli            | 0–2     | 0–3     |
| Borussia Dortmund   | 1–2 | Chelsea           | 1–0     | 0–2     |
| Inter Milan         | 1–0 | Porto             | 1–0     | 0–0     |
| Paris Saint-Germain | 0–3 | Bayern Munich     | 0–1     | 0–2     |

### Các trận đấu
| RB Leipzig     | 1–1      | Manchester City |
| -------------- | -------- | --------------- |
| - Gvardiol 70' | Chi tiết | - Mahrez 27'    |

| Manchester City                                                              | 7–0      | RB Leipzig |
| ---------------------------------------------------------------------------- | -------- | ---------- |
| - Haaland 22' (ph.đ.), 24', 45+2', 53', 57' - Gündoğan 49' - De Bruyne 90+2' | Chi tiết |            |

Manchester City thắng với tổng tỷ số 8–1.
| Club Brugge | 0–2      | Benfica                              |
| ----------- | -------- | ------------------------------------ |
|             | Chi tiết | - João Mário 51' (ph.đ.) - Neres 88' |

| Benfica                                                                | 5–1      | Club Brugge  |
| ---------------------------------------------------------------------- | -------- | ------------ |
| - R. Silva 38' - Ramos 45+2', 57' - João Mário 71' (ph.đ.) - Neres 77' | Chi tiết | - Meijer 87' |

Benfica thắng với tổng tỷ số 7–1.
| Liverpool              | 2–5      | Real Madrid                                          |
| ---------------------- | -------- | ---------------------------------------------------- |
| - Núñez 4' - Salah 14' | Chi tiết | - Vinícius 21', 36' - Militão 47' - Benzema 55', 67' |

| Real Madrid   | 1–0      | Liverpool |
| ------------- | -------- | --------- |
| - Benzema 78' | Chi tiết |           |

Real Madrid thắng với tổng tỷ số 6–2.
| Milan       | 1–0      | Tottenham Hotspur |
| ----------- | -------- | ----------------- |
| - Brahim 7' | Chi tiết |                   |

| Tottenham Hotspur | 0–0      | Milan |
| ----------------- | -------- | ----- |
|                   | Chi tiết |       |

Milan thắng với tổng tỷ số 1–0.
| Eintracht Frankfurt | 0–2      | Napoli                         |
| ------------------- | -------- | ------------------------------ |
|                     | Chi tiết | - Osimhen 40' - Di Lorenzo 65' |

| Napoli                                       | 3–0      | Eintracht Frankfurt |
| -------------------------------------------- | -------- | ------------------- |
| - Osimhen 45+2', 53' - Zieliński 64' (ph.đ.) | Chi tiết |                     |

Napoli thắng với tổng tỷ số 5–0.
| Borussia Dortmund | 1–0      | Chelsea |
| ----------------- | -------- | ------- |
| - Adeyemi 63'     | Chi tiết |         |

| Chelsea                              | 2–0      | Borussia Dortmund |
| ------------------------------------ | -------- | ----------------- |
| - Sterling 43' - Havertz 53' (ph.đ.) | Chi tiết |                   |

Chelsea thắng với tổng tỷ số 2–1.
| Inter Milan  | 1–0      | Porto |
| ------------ | -------- | ----- |
| - Lukaku 86' | Chi tiết |       |

| Porto | 0–0      | Inter Milan |
| ----- | -------- | ----------- |
|       | Chi tiết |             |

Inter Milan thắng với tổng tỷ số 1–0.
| Paris Saint-Germain | 0–1      | Bayern Munich |
| ------------------- | -------- | ------------- |
|                     | Chi tiết | - Coman 53'   |

| Bayern Munich                    | 2–0      | Paris Saint-Germain |
| -------------------------------- | -------- | ------------------- |
| - Choupo-Moting 61' - Gnabry 89' | Chi tiết |                     |

Bayern Munich thắng với tổng tỷ số 3–0.

## Tứ kết
Lễ bốc thăm cho vòng tứ kết được tổ chức vào ngày 17 tháng 3 năm 2023, lúc 12:00 CET.

### Tóm tắt
Các trận lượt đi được diễn ra vào ngày 11 và 12 tháng 4, các trận lượt về được diễn ra vào ngày 18 và 19 tháng 4 năm 2023.
| Đội 1           | TTS | Đội 2         | Lượt đi | Lượt về |
| --------------- | --- | ------------- | ------- | ------- |
| Real Madrid     | 4–0 | Chelsea       | 2–0     | 2–0     |
| Benfica         | 3–5 | Inter Milan   | 0–2     | 3–3     |
| Manchester City | 4–1 | Bayern Munich | 3–0     | 1–1     |
| Milan           | 2–1 | Napoli        | 1–0     | 1–1     |

Ghi chú
1. ↑  Thứ tự lượt đấu đảo ngược sau lần bốc thăm ban đầu.

### Các trận đấu
| Real Madrid                 | 2–0      | Chelsea |
| --------------------------- | -------- | ------- |
| - Benzema 21' - Asensio 74' | Chi tiết |         |

| Chelsea | 0–2      | Real Madrid        |
| ------- | -------- | ------------------ |
|         | Chi tiết | - Rodrygo 58', 80' |

Real Madrid thắng với tổng tỷ số 4–0.
| Benfica | 0–2      | Inter Milan                        |
| ------- | -------- | ---------------------------------- |
|         | Chi tiết | - Barella 51' - Lukaku 82' (ph.đ.) |

| Inter Milan                               | 3–3      | Benfica                                   |
| ----------------------------------------- | -------- | ----------------------------------------- |
| - Barella 14' - Martínez 65' - Correa 78' | Chi tiết | - Aursnes 38' - A. Silva 86' - Musa 90+5' |

Inter Milan thắng với tổng tỷ số 5–3.
| Manchester City                       | 3–0      | Bayern Munich |
| ------------------------------------- | -------- | ------------- |
| - Rodri 27' - Silva 70' - Haaland 77' | Chi tiết |               |

| Bayern Munich         | 1–1      | Manchester City |
| --------------------- | -------- | --------------- |
| - Kimmich 83' (ph.đ.) | Chi tiết | - Haaland 57'   |

Manchester City thắng với tổng tỷ số 4–1.
| Milan          | 1–0      | Napoli |
| -------------- | -------- | ------ |
| - Bennacer 40' | Chi tiết |        |

| Napoli          | 1–1      | Milan        |
| --------------- | -------- | ------------ |
| - Osimhen 90+3' | Chi tiết | - Giroud 43' |

Milan thắng với tổng tỷ số 2–1.

## Bán kết
Lễ bốc thăm cho vòng bán kết được tổ chức vào ngày 17 tháng 3 năm 2023, lúc 12:00 CET, sau khi bốc thăm tứ kết.

### Tóm tắt
Các trận lượt đi được diễn ra vào ngày 9 và 10 tháng 5, các trận lượt về được diễn ra vào ngày 16 và 17 tháng 5 năm 2023.
| Đội 1       | TTS | Đội 2           | Lượt đi | Lượt về |
| ----------- | --- | --------------- | ------- | ------- |
| Milan       | 0–3 | Inter Milan     | 0–2     | 0–1     |
| Real Madrid | 1–5 | Manchester City | 1–1     | 0–4     |

### Các trận đấu
| Milan | 0–2      | Inter Milan                 |
| ----- | -------- | --------------------------- |
|       | Chi tiết | - Džeko 8' - Mkhitaryan 11' |

| Inter Milan    | 1–0      | Milan |
| -------------- | -------- | ----- |
| - Martinez 74' | Chi tiết |       |

Inter Milan thắng với tổng tỷ số 3–0.
| Real Madrid    | 1–1      | Manchester City |
| -------------- | -------- | --------------- |
| - Vinícius 36' | Chi tiết | - De Bruyne 67' |

| Manchester City                               | 4–0      | Real Madrid |
| --------------------------------------------- | -------- | ----------- |
| - Silva 23', 37' - Akanji 76' - Álvarez 90+1' | Chi tiết |             |

Manchester City thắng với tổng tỷ số 5–1.

## Chung kết
Trận chung kết được diễn ra vào ngày 10 tháng 6 năm 2023 tại Sân vận động Olympic Atatürk ở Istanbul. Một lượt bốc thăm được tổ chức vào ngày 17 tháng 3 năm 2023, sau khi bốc thăm tứ kết và bán kết để xác định đội "nhà" vì mục đích hành chính.
| Manchester City | 1–0      | Inter Milan |
| --------------- | -------- | ----------- |
| Rodri 68'       | Chi tiết |             |